# 5 juin 2015
 (février 2024).
Le vendredi 5 juin est le 156e jour de l'année 2015.

## Décès
- Tarek Aziz, ancien ministre irakien des Affaires étrangères (° 28 avril 1936).
- Alan Bond, homme d'affaires australien (° 22 avril 1938).
- Sadun Boro, skipper turc (° 1928).
- Kazuo Chiba, professeur d'aïkido japonais (° 5 février 1940).
- Jerry Collins, joueur de rugby à XV néo-zélandais (° 4 novembre 1980).
- Richard Johnson, acteur britannique (° 30 juillet 1927).
- Julien Mawule Kouto, prélat catholique togolais (° 19 juin 1946).
- Colette Marchand, actrice française (° 29 avril 1925).
- Xavier de Roux, avocat et homme politique français (° 4 décembre 1940).
- Maxime Scot, militaire parachutiste et résistant français (° 1er juin 1923).
- Roger Vergé, cuisinier français (° 7 avril 1930).

## Événements
- Sortie du film biopic musical sur les Beach Boys "Love and mercy", véritable histoire de Brian Wilson le leader fondateur du groupe avec Paul Dano puis John Cusack[1].
- Aléxis Tsípras refuse plan de l'UE et du FMI pour redresser l'économie grecque qu'il décrit comme une "désagréable surprise"[2].